# Flagge Michigans

Flagge Michigans

Gouverneursflagge

Die aktuelle Flagge des US-Bundesstaats Michigan wurde im Jahr 1913 eingeführt.

## Gestaltung

Siegel Michigans

Die Flagge zeigt in der Mitte das Siegel des Staates auf einem dunkelblauen Feld, wie es im Bundesgesetz von Michigan festgelegt ist. (Der Gouverneur von Michigan hat eine Variante der Flagge mit einem weißen statt einem blauen Feld.)
Auf der Flagge befinden sich drei Schriftbänder mit lateinischen Mottos:
- Rotes Band: E pluribus unum („Aus vielen eines“ – Motto der Vereinigten Staaten)
- Hellblauer Schild: Tuebor („Ich werde verteidigen“)
- Weißes Band: Si quæris peninsulam amœnam circumspice („Wenn du eine freundliche Halbinsel suchst, sieh dich um!“)

Wappenhalter sind ein Wapiti und ein Elch. Der Weißkopfseeadler auf dem Schild stammt aus dem Siegel der Vereinigten Staaten.
Auf dem Wappenschild ist ein Mann mit erhobener Hand und Gewehr vor der aufgehenden Sonne auf einer Halbinsel dargestellt. Die erhobene Hand steht für den Friedenswillen, das Gewehr für die Entschlossenheit, sich zu verteidigen.

## Geschichte
Die gegenwärtige Flagge, eingeführt 1913, ist die dritte Flagge des Staates. Die erste Flagge zeigte ein Porträt des ersten Gouverneurs von Michigan, Stevens T. Mason, auf der einen Seite und das Wappen des Staates zusammen mit einem Soldaten und einer Frau auf der anderen Seite. Die zweite Flagge, eingeführt 1885, hatte das Wappen des Staates auf der einen Seite und das Wappen der Vereinigten Staaten auf der anderen Seite.
Michigans Flaggenschwur wurde von Harold G. Coburn geschrieben und im Public Act Nr. 165 von 1972 offiziell festgelegt.

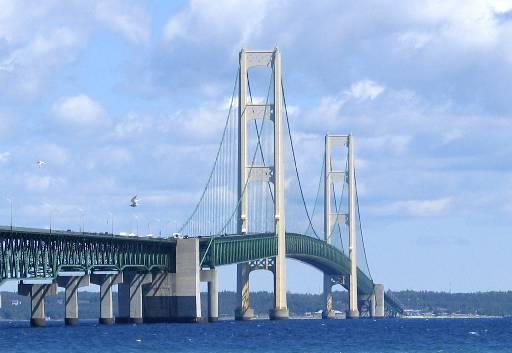
Mackinac-Brücke

“I pledge allegiance to the flag of Michigan, and to the state for which it stands, two beautiful peninsulas united by a bridge of steel, where equal opportunity and justice to all is our ideal.”

„Ich schwöre Gefolgschaft der Flagge von Michigan, und dem Staat für den sie steht, zwei wunderschöne Halbinseln vereinigt durch eine Brücke aus Stahl, wo gleiche Chancen für alle und Gerechtigkeit unser Ideal sind.“

Bei der genannten Brücke handelt es sich um die Machinac-Brücke, die die Obere und die Untere Halbinsel von Michigan verbindet.